# ならず者一家
『ならず者一家』（ならずものいっか、The Hellions）は、1961年に公開されたイギリスのアドベンチャー映画。監督はケン・アナキン。出演はリチャード・トッド、アン・オーブリー、ライオネル・ジェフリーズ。 南アフリカ共和国で撮影された。

## ストーリー
19世紀初頭の南アフリカの開拓地において、家長ルーク率いるならず者一家は周囲から恐れられていた。ある日、保安官のサムは一家がソーンダースの町に向かっていることを知り、電報で応援をよこそうとするも、ルークが電線を切った。その後、一家は町はずれにあるジャンの農場で狼藉を働いた際、農場にあった有刺鉄線で一家の馬が負傷してしまう。その後、一家は町の長老メラカイの家に立ち寄った際、雑貨商のアーニーが有刺鉄線を運んでメラカイの家に来る。その有刺鉄線は先ほど自分たちの馬を傷つけたものと同じだったことに気づいたルークはそれでアーニーに暴行を加える。
そして、一家はついにソーンダースの町に現れる。サムは住民たちへ一家を怒らせないようにと指示し、自分も丸腰で一家に近づいた。一家は嘲笑しながらサムに暴力をふるった。その後、一家の一員であるマークは、アーニーの店にあった新型拳銃入荷の看板にひかれて来店する。アーニーが使い方を教えているさなか、拳銃が暴発し、マークは死んでしまう。他の4人はその場にいなかったとはいえ、サムはアーニーに家族を連れて逃げるよう指示する。アーニーたちが汽車に乗った後、マークを探しに来たルークはアーニーの妻・プリスを襲おうとしたことを知って汽車から降り、単身ルークに立ち向かい、サムも助太刀する。そして、住民たちの加勢により銃撃戦へと発展した。

## キャスト
| 役名           | 俳優                     | 日本語吹替                                   |
| 役名           | 俳優                     | 東京12ch版                                   |
| -------------- | ------------------------ | -------------------------------------------- |
| サム           | リチャード・トッド       | 中田浩二                                     |
| プリス         | アン・オーブリー         | 牧野和子                                     |
| アーニー       | ジャミー・ユイス         | 青野武                                       |
| ルーク         | ライオネル・ジェフリーズ | 雨森雅司                                     |
| ジュバル       | ジェームズ・ブース       | 大塚周夫                                     |
| 不明 その他    | N/A                      | 田中信夫 加藤修 山本嘉子 北村弘一 村越伊知郎 |
| 日本語スタッフ |                          |                                              |
| 演出           |                          |                                              |
| 翻訳           |                          |                                              |
| 効果           |                          |                                              |
| 調整           |                          |                                              |
| 制作           |                          |                                              |
| 解説           |                          |                                              |
| 初回放送       | 初回放送                 | 1973年6月5日 『西部劇アワー』 21:00-22:26    |